# Batalla de Tetuán
La batalla de Tetuán acaeció en dicha ciudad de Marruecos, entre el Ejército español de África y el Ejército de Marruecos por la posesión de la plaza. Constituyó un episodio más de la guerra hispano-marroquí de 1859-1860, durante el reinado de Isabel II en España y Mohámmed IV en Marruecos.

## Desarrollo
El ejército expedicionario, que partió de Algeciras, estaba compuesto por treinta y seis mil hombres; sesenta y cinco piezas de artillería; y cuarenta y un navíos entre buques de vapor, de vela y lanchas. O'Donnell dividió las fuerzas en tres cuerpos de ejército en los que puso al frente a los generales Juan Zabala de la Puente, Antonio Ros de Olano y Rafael Echagüe y Bermingham. El grupo de reserva estuvo bajo el mando del general Juan Prim. El almirante Segundo Díaz Herrero fue nombrado jefe de la flota.
El objetivo final era la toma de Tetuán. El 17 de diciembre empezaron las hostilidades por parte de la columna mandada por Zabala que ocupó la Sierra de Bullones. Dos días después, Echagüe conquistó el Palacio del Serrallo y O'Donnell se puso al frente de la fuerza que desembarcó en Ceuta el 21. El día de Navidad los tres cuerpos del ejército habían consolidado sus posiciones y esperaban la orden de avanzar hacia Tetuán.
El 1 de enero de 1860, el general Prim avanzó en tromba hasta la desembocadura de Uad el Jelú con el apoyo al flanco del general Zabala y el de la flota que mantenía a las fuerzas enemigas alejadas de la costa. Las refriegas continuaron hasta el 31 de enero donde fue contenida una acción ofensiva marroquí. O'Donnell inició la marcha hacia Tetuán, con el apoyo de los voluntarios catalanes. Recibía la cobertura del general Ros de Olano y de Prim en los flancos. La presión de la artillería española desbarató las filas marroquíes hasta el punto de que los restos de este ejército se refugiaron en Tetuán, y cayó el 6 de febrero.

## Consecuencias

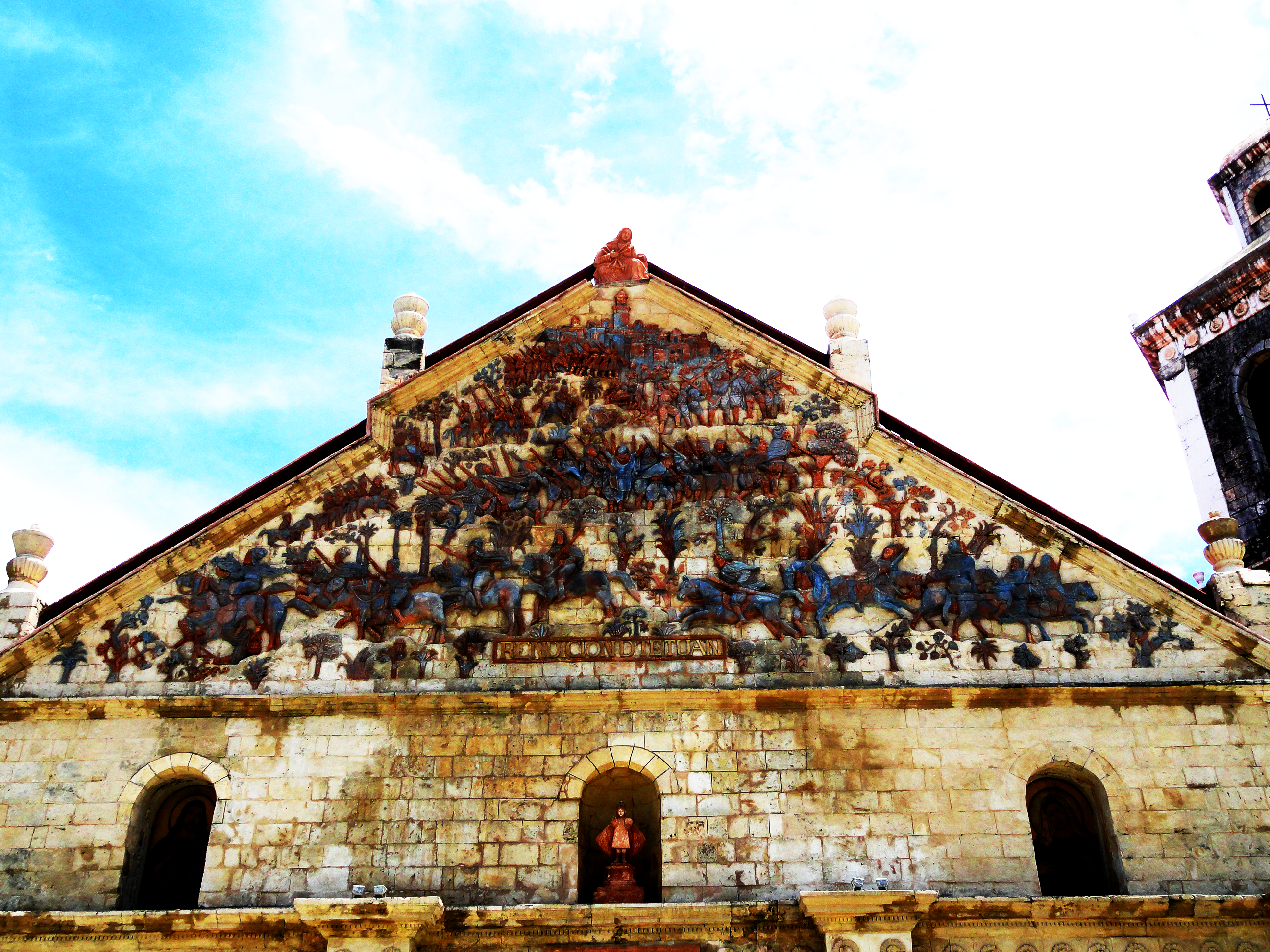
Frontón de la iglesia de San Joaquín en Iloílo, Filipinas, con la batalla de Tetuán.

Tras una semana de luchas, la victoria resultó para las tropas  del reino español, que consiguieron de esta forma que cesasen los ataques a las ciudades españolas Ceuta y Melilla, así como la captura de la ciudad de Tetuán para la reina Isabel II de España.

La batalla de Tetuán (1863-1873), por Mariano Fortuny (Museo Nacional de Arte de Cataluña).

De vuelta a la península, O'Donnell acampó las tropas del ejército victorioso en un descampado a las afueras del norte de Madrid, mientras se realizaban los preparativos para una entrada triunfal en la capital, que, finalmente, no sucedió. Alrededor del campamento —que de provisional se iba convirtiendo en permanente— se fueron instalando comerciantes y se creó el barrio conocido hasta hoy como Tetuán de las Victorias. De la misma forma, se dedicó una calle de Madrid (la calle de Tetuán), ubicada en las cercanías de la Puerta del Sol.

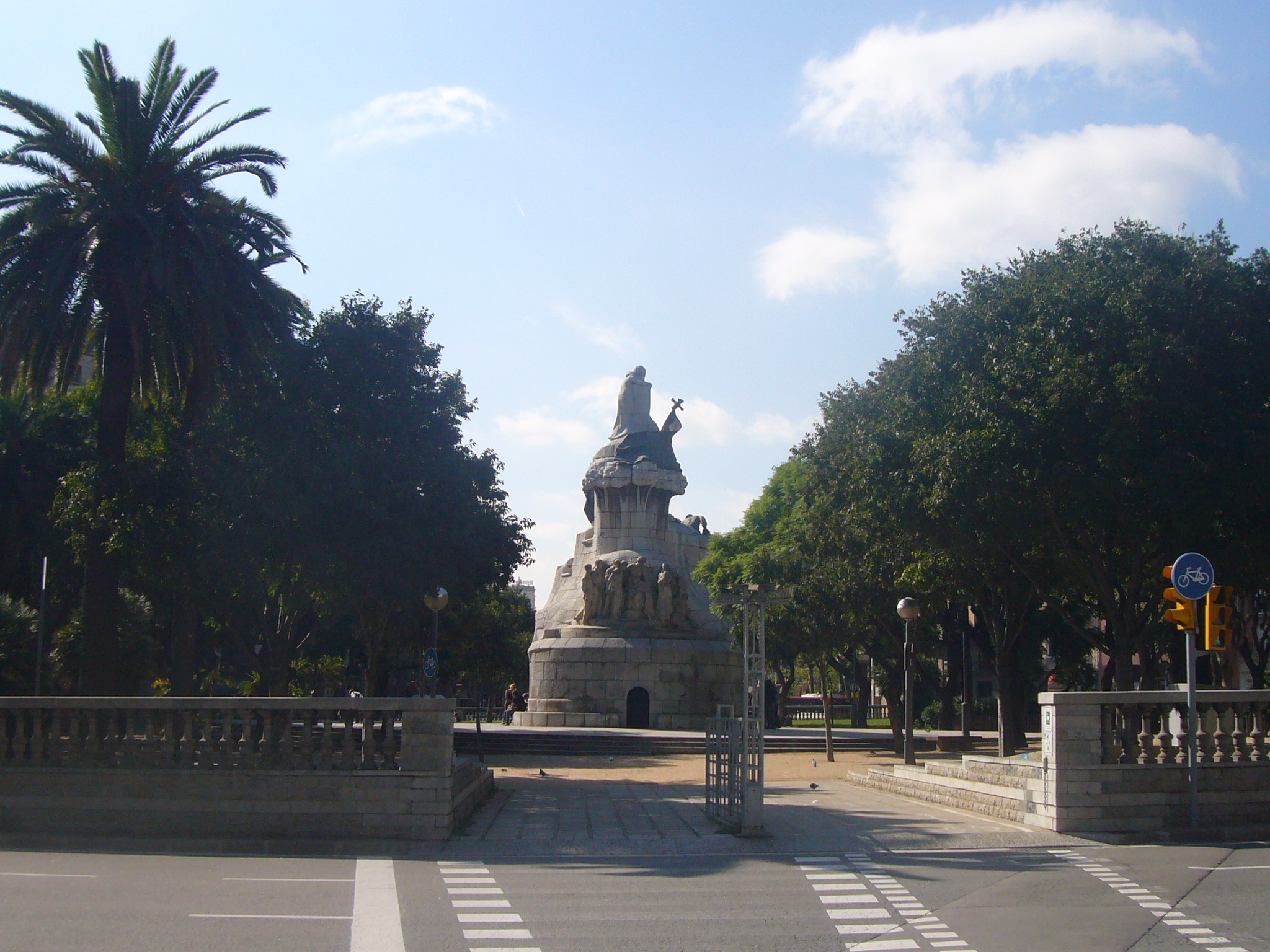
Vista de la Plaza de Tetuán de Barcelona desde la Gran Vía, con el Monumento al Doctor Robert.

La victoria española sobre las fuerzas marroquíes en la batalla de Tetuán fue tallada sobre el frontón de la iglesia de san Joaquín, considerada  como la única iglesia de tema militarista de Filipinas. Fue construida entre 1859 y 1869 por el fraile español Tomás Santarén, de la Orden Agustina, y fue declarada santuario nacional en 1974.

## Canciones
Joaquín Díaz dedicó la canción «La plaza de Tetuán» en su álbum Selección de 1973 (consultado el 10 de abril de 2021).